# Clearfield megye
Clearfield megye az Amerikai Egyesült Államokban, azon belül Pennsylvania államban található. Megyeszékhelye Clearfield, legnagyobb városa DuBois. Lakosainak száma 80 562 fő (2020. április 1.). Clearfield megye Elk, Cameron, Clinton, Centre, Blair, Cambria, Indiana és Jefferson megyékkel határos.

## Népesség
A megye népességének változása:
| Lakosok száma | 81 561 | 81 508 | 81 494 | 81 174 | 80 994 | 80 562 |
|               | 2010   | 2011   | 2012   | 2013   | 2015   | 2020   |